# Sybrinus x-ornatus
Sybrinus x-ornatus is een keversoort uit de familie van de boktorren (Cerambycidae). De wetenschappelijke naam van de soort werd voor het eerst geldig gepubliceerd in 2007 door Teocchi, Jiroux & Sudre.